# Interleukin 10
Interleukin 10 (IL-10), byl poprvé popsán jako lidský faktor inhibující tvorbu cytokinů (CSIF, Human cytosine synthesis inhibitory factor). Hlavní funkcí IL-10 je regulace zánětlivé odpovědi (protizánětlivý cytokin). Je produkovaný především regulačními T lymfocyty. IL-10 inhibuje buněčně zprostředkovanou imunitu, procesy podporující záněty a současně podporuje procesy spojené s navozením tolerance.

## Genová a proteinová struktura

### IL-10
Cytokin IL-10 je homodimer; každá z jeho podjednotek má délku 178 aminokyselin.
IL-10 je klasifikovaný jako cytokin druhé třídy, do které patří skupina cytokinů zahrnující IL-19, IL-20, IL-22, IL-24, IL-26 a interferony typu I (IFN-α, IFN-β, IFN-ω, IFN-ε a IFN-κ), typu II (IFN–γ) a typu III (IFN-λ - také IL-28/29).

### IL-10 receptor
IL-10 signalizuje přes receptorový komplex (heterotetramer) složený ze dvou homodimerů. Komplex se skládá ze čtyř IL-10 receptorových molekul (dvou IL-10 receptor-1 a dvou IL-10 receptor-2 proteinů). Molekula IL-10 receptor-1 je zodpovědná za vazbu ligandu, na rozdíl od IL-10 receptor-2, který je klíčový pro přenos signálu uvnitř buňky. Většina hematopoetických buněk konstitutivně exprimuje na svém povrchu IL- 10 receptor-1, přičemž intenzita exprese může být výrazně zvýšena v odpovědi na příslušný stimul. IL-10 receptor-2 je konstitutivně přítomen na membránách mnoha typů buněk.
Vazba ligandu na receptor IL-10 aktivuje asociované kinázy JAK1 a Tyk2, které dále iniciují signalizaci STAT3 přes fosforylaci cytoplazmatických konců IL-10 receptor-1 + IL-10 receptor-2 proteiny. STAT3 ovlivňuje v jádře mimo jiné transkripci pro IL-10, čímž dochází ke zvýšení jeho exprese. Jedná se tak o pozitivní zpětnou vazbu. Potlačení této signalizace indukuje inhibice kinázy JAK2.

## Exprese a syntéza
U lidí je cytokin IL-10 kódován genem pro IL-10, který je lokalizovaný na chromozomu 1 a skládá se z pěti exonů.
IL-10 je primárně produkován monocyty a regulačními T lymfocyty (Treg). Mezi další producenty IL-10 z adaptivní imunity patří několik typů T lymfocytů (Th2), ale i B lymfocyty. Z buněk vrozené imunity exprimují IL-10 dendritické buňky (DC), makrofágy, žírné buňky, NK buňky, eozinofily a neutrofily. Skutečnost, že IL-10 je tvořen více typy buněk, souvisí s jeho komplexním účinkem a také s faktem, že některé jeho funkce jsou nezastupitelné jinými složkami imunity.
Exprese IL-10 je snížena v nestimulovaných tkáních a pravděpodobně vyžadují aktivaci od komensální nebo patogenní flóry. Exprese IL-10 je striktně regulována na transkripční a posttranslační úrovni. Indukce IL-10 zahrnuje aktivaci signalizace MAPK ERK1/2, p38 a NF-κB a transkripční aktivaci přes promotor interagující s transkripčními faktory NF-κB a AP-1. IL-10 je schopen svojí expresi autoregulovat přes negativní zpětnou vazbu zahrnující autokrinní stimulaci IL-10 receptoru a inhibici signalizační dráhy p38. Exprese IL-10 je široce regulována na posttranskripční úrovni, která zahrnuje kontrolu stability mRNA přes AU-bohaté oblasti a mikroRNA jako je například miR-106.

## Funkce
IL-10 je cytokin s velmi komplexním působením na organismus. Má četné, pleiotropní vlastnosti v imunoregulaci a zánětu. Snižuje expresi Th1 cytokinů, MHC II. třídy a kostimulačních molekul na makrofázích. Mimo jiné přispívá k přežívání B lymfocytů, jejich proliferaci a produkci protilátek. IL-10 může zablokovat aktivitu NF-κB a je zahrnutý v regulaci JAK-STAT signalizační dráhy.
IL-10 byl objeven v roce 1991. Původně bylo myšleno, že potlačuje sekreci cytokinů, antigenní prezentaci a aktivaci Th lymfocytů. Následné výzkumy prokázaly, že IL-10 především inhibuje lipopolysacharid (LPS) a bakteriální produkt prostřednictvím indukce sekrece pro-zánětlivých cytokinů (TNFα, IL-1β, IL-12 a IFN-γ) přes Toll-like receptor (TLR) aktivovaný v myeloidních buňkách.
Pozdější výzkumy odhalily další funkce cytokinu IL-10. Ukázalo se, že IL-10 inhibuje tvorbu metastází u myší s nádorovým onemocněním. Další výzkumy s výslednými daty pocházející z mnoha laboratoří potvrdily imunostimulační funkci IL-10 v rámci imunoonkologického kontextu.

## Role v onemocnění
Při výzkumech na knockout myších se předpokládalo potvrzení imunoregulatorní funkce IL-10 v intestinálním traktu a rovněž pacienti trpící Crohnovou chorobou reagovali na léčbu rekombinantním IL-10. Tento výsledek demonstruje podstatu IL-10 proti působení hyperaktivní imunitní odpovědi v organismu.
IL-10 je schopný inhibovat syntézu prozánětlivých cytokinů (IFN-γ, IL-2, IL-3, TNFα a GM-CSF) produkovaných především makrofágy a Th1 lymfocyty. 